# Нісівакі
Нісівакі, або Нішівакі (яп. 西脇市) — місто в префектурі Хіого, Японія. Площа міста — 132,47 км². Засноване 1 квітня 1952 року, статус міста отримало 5 жовтня 2005 року. Місто-побратим американського Рентона.
Символами міста вважають дерево сакура та квітку флокса Phlox subulata.

## Географія
Місто розташоване на острові Хонсю, в префектурі Хіого регіону Кінкі. Межує з містами Кайсай, Като, Сасаяма, Тамба та містечком Така.

## Населення
Населення — 39 147 особи (на 1 жовтня 2019 р.), щільність — 296 осіб/км².
Чисельність населення міста за 1980—2005 роки:
| Рік  | Населення |
| ---- | --------- |
| 1980 | 46 380    |
| 1985 | 46 889    |
| 1990 | 46 220    |
| 1995 | 46 339    |
| 2000 | 45 718    |
| 2005 | 43 953    |